# Federico Luppi

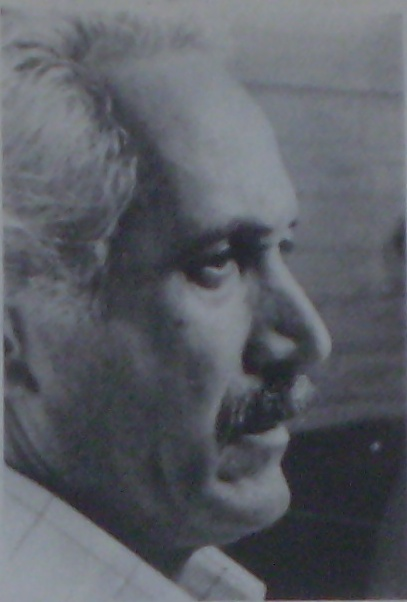
Federico Luppi

Federico Luppi (* 23. Februar 1936 in Ramallo, Provinz Buenos Aires; † 20. Oktober 2017 in Buenos Aires) war ein argentinischer Film- und Theaterschauspieler. Ab Juni 2003 besaß er zusätzlich die spanische Staatsbürgerschaft.

## Leben
Federico Luppi wurde als Sohn italienischer Einwanderer in Ramallo im Norden Argentiniens geboren.
Sein Filmdebüt gab Luppi 1964 in Rodolfo Kuhns Komödie Der Abgott. Der Film nahm am Wettbewerb der 15. Internationalen Filmfestspiele von Berlin teil. Wenige Jahre später stand Federico Luppi für Leonardo Favios Regiedebüt El romance del Aniceto y la Francisca vor der Kamera. Der mehrfach ausgezeichnete Film war bei Kritikern und Publikum sehr erfolgreich und machte seine Darsteller sowie den Regisseur über Nacht im ganzen Land bekannt. Von da an gehörte Luppi zu den erfolgreichsten Schauspielern Argentiniens. Er wurde vor allem als Darsteller in verschiedenen Horrorfilmen bekannt. Internationale Bekanntheit erlangte er durch die Zusammenarbeit mit Guillermo del Toro, für den er mehrfach vor der Kamera stand.
2005 gab der Schauspieler sein Regiedebüt mit dem Film Pasos, der die Geschichte dreier Ehepaare erzählt, gespielt von Alberto Jiménez, Ana Fernández, Eva Cobo, Susana Hornos, Ginés García Millán und Fabián Vena.
Neben seiner Arbeit in der Filmindustrie trat Federico Luppi auch in Theaterproduktionen auf. Nach mehr als zehn Jahren Pause kehrte der Schauspieler im Jahr 2010 mit dem Stück El Guía del Hermitage von Herbert Morote auf die Bühne zurück und spielte am Teatro Oficial Juan de Vera in Corrientes.

## Rezeption
Federico Luppis Darstellung des schnauzbärtigen Antiquitätenhändlers in Cronos von Regisseur Guillermo del Toro wurde von Filmkritikern sehr positiv bewertet.
Auch seine Darstellung des Dr. Casares in der nächsten Zusammenarbeit mit dem Regisseur in The Devil’s Backbone wurde von Kritiker Ian Smith als „herzzerbrechend“ gelobt. Federico Luppi zählte zu den bekanntesten und erfolgreichsten Schauspielern Argentiniens. Auch international wurde seine Arbeit positiv anerkannt. Regisseur Diego Arsuaga zählte ihn zu den „Größten des argentinischen Kinos“.

## Filmografie (Auswahl)
- 1965: Der Abgott (Pajarito Gómez – una vida feliz)
- 1967: Romance of Aniceto and Francisca (El romance del Aniceto y la Francisca)
- 1973: Aufstand in Patagonien (La Patagonia Rebelde)
- 1981: Zeit der Rache (Tiempo de Revancha)
- 1982: Plata dulce
- 1983: Schmutziger Kleinkrieg (No habrá más penas ni olvido)
- 1992: Ein Ort auf dieser Welt (Un Lugar en el mundo)
- 1992: Cronos (La Invención de Cronos)
- 1993: Großpapa töten (Matar al abuelito)
- 1995: Caballos salvajes
- 1996: Autumn Sun (Sol De Otono)
- 1996: Nadie hablará de nosotras cuando hayamos muerto
- 1996: Extasis
- 1996: La ley de la frontera
- 1997: Martín (Hache)
- 1997: Men with Guns (Hombres armados)
- 1999: Im Schatten von Lissabon (Lisboa)
- 2001: The Devil’s Backbone (El espinazo del diablo)
- 2001: Rosarigasinos
- 2002: Corazón de fuego
- 2002: Common Ground Lugares comunes
- 2002: The Stone Raft (La Balsa De Piedra)
- 2004: Swindled (Incautos)
- 2004: Machuca, mein Freund (Machuca)
- 2005: Der Wind (El viento)
- 2005: Pasos (nur Regie)
- 2005: Elsa & Fred
- 2006: Auf Distanz – Töten um zu leben
- 2006: Pans Labyrinth (El laberinto del fauno)
- 2007: Fermat’s Room (La Habitación de Fermat)
- 2010: Cuestion de Principios
- 2011: Phase 7 (Fase 7)

## Auszeichnungen
- 1967: Auszeichnung mit dem Preis Cóndor de Plata der Asociación de Cronistas Cinematográficos de la Argentina (ACCA) als Bester Schauspieler für Romance of Aniceto and Francisca
- 1981: Auszeichnung mit dem Konex Merit Diploma von der Konex Foundation[10]
- 1996: Nominierung für den Goya als Bester Hauptdarsteller für Nadie hablará de nosotras cuando hayamos muerto
- 1996: Auszeichnung mit dem Cóndor de Plata der Asociación de Cronistas Cinematográficos de la Argentina als Bester Schauspieler
- 1996: Nominierung für den Goya als Bester Nebendarsteller für La ley de la frontera
- 2004: Auszeichnung mit dem Ehrenpreis Roel de Honor des Filmfestivals Semana del Cine in Medina del Campo